# روبي حبش
روبي حبش، (بالإنجليزية: Rubi Habash)‏ (ولدت في 26 أبريل 1989) هي لاعبة كرة سلة أردنية تلعب لدى منتخب الأردن لكرة السلة للسيدات ونادي (شباب الفحيص) الرياضي. وهي لاعبة الهجوم الخلفي للمنتخب الوطني الأردني للسيدات، وقائدة (كابتن) فريق كرة السلة الأردني، فازت بالعديد من ألقاب الدوري على مستوى الأندية وحظيت بالكثير من النجاح مع منتخب بلادها.
تُعرف روبي حبش أيضاً باسم زوجة قائد المنتخب الوطني الفلسطيني «سني سكاكيني» ووجه مشروب طاقة شهير في غرب آسيا «ٍRed Bull». بصفتها حارسة تحرير وسرد، حصلت على العديد من الجوائز على المستويين الشخصي والجماعي في مختلف المسابقات. من الفوز بالعديد من ألقاب الدوري المحلي إلى أفضل لاعب في الدوري إلى تمثيل البلد في مسابقات غرب آسيا والأندية العربية.

## نبذة

### بدايتها
روبي حبش لاعبة كرة سلة أردنية بدأت مسيرتها الرياضية في سن السادسة، حين لعبت مع صغار النادي الأرثوذكسي. ونظراً إلى موهبتها في سنها الصغيرة، انضمت روبي إلى فريق السيدات الأول في سن الـ14. بدأت روبي اللعب بالأرثوذكسي (1994-1995) عندما كان عمرها 6 سنوات، وكانت ضمن فريق الناشئات لنادي الأرثوذكسي،(14- 16- 18)، حققت مع الأرثوذكسي لقب الدوري 11 مرة منها 8 دوريات متتالية (2003 -2010).

### الحياة المهنية
في عام 2013، أحرزت روبي حبش بطولتها العاشرة مع ناديها، مع سلسلة من ثماني بطولات متتالية بين 2003 و2010. تم اختيارها في عام 2012 إلى جانب ثلاث لاعبات أخريات لتمثيل الأردن في بطولة العالم 3x3 في اليونان. إضافة إلى ذلك، فازت بالميدالية البرونزية في دورة الألعاب العربية في قطر في العام 2011 وجاء بالمزيد من النجاحات الوطنية مع الميداليات الفضية في البطولات العربية لرياضة المرأة 2016 و2018 في الإمارات وكذلك في بطولة غرب آسيا لكرة السلة 2017 التي استضافتها وطنها الأردن. وهي أول رياضية أردنية، تدخل عالم ريد بُل «ريد بل» الرياضي والتي تضم أكثر من 800 رياضي حول العالم، لتصبح سفيرة الأردن في أي نشاط يتعلق بكرة السلة.

### الجوائز
- حصلت على جائزة أفضل سارق للكرة «Stealer» مع الوطني في بطولة WABA (2019)[8]
- فازت بجائزة أفضل جناح «Best Wing Award» مع نادي الفحيص في بطولة الشارقة للسيدات العربيات (2018)[8]
- حصلت على جائزة «Best Three Pointer» مع نادي الفحيص في بطولة WABA (2017)[8]